# LERU
De League of European Research Universities (Liga van Europese Onderzoeksuniversiteiten) is een samenwerkingsverband van 'onderzoeksintensieve' Europese universiteiten, dat fungeert als belangengroepering. Naast het uitwisselen van ervaring tussen de aangesloten universiteiten is een van de belangrijkste activiteiten van LERU het innemen van standpunten over Europees onderwijsbeleid, om dit beleid zo te beïnvloeden ten gunste van fundamenteel onderzoek aan universiteiten.
LERU werd in 2002 door twaalf universiteiten opgericht en heeft thans vierentwintig leden. Sinds 1 juli 2009 is Kurt Deketelaere de secretaris-generaal. Het LERU secretariaat is aan de KU Leuven in België.

## Leden
| België - KU Leuven Denemarken - Universiteit van Kopenhagen Duitsland - Albert-Ludwigs Universiteit van Freiburg - Ruprecht-Karls-universiteit, Heidelberg - Ludwig Maximilians-Universiteit, München Finland - Universiteit van Helsinki Frankrijk - Universiteit van Straatsburg - Sorbonne Université - Universiteit Parijs-Saclay Ierland - Trinity College Dublin Italië - Universiteit van Milaan |  | Nederland - Universiteit van Amsterdam - Universiteit Leiden - Universiteit Utrecht Spanje - Universiteit van Barcelona Verenigd Koninkrijk - Imperial College London - Universiteit van Cambridge - Universiteit van Edinburgh - University College London - Universiteit van Oxford Zweden - Universiteit van Lund Zwitserland - Universiteit van Genève - ETH Zurich - Universiteit Zürich |